# Fabrício dos Santos Silva
Fabrício dos Santos Silva (San Paolo, 11 gennaio 1987) è un ex calciatore brasiliano, di ruolo difensore.

## Palmarès

### Competizioni statali
- Campionato Gaúcho: 3

Internacional: 2011, 2012, 2013

### Competizioni internazionali
- Recopa Sudamericana: 1

Internacional: 2011

### Competizioni nazionali
- Campionato brasiliano: 1

Palmeiras: 2016